# Teresinha Soares
Teresinha Soares (Araxá, Minas Gerais, 1927) é uma artista plástica brasileira, conhecida principalmente pelo seu pioneirismo com obras de cunho erótico, psicodélico e contestatório produzidas durante os anos 1960 e 1970. Possui obras em pintura, objetos/esculturas e performances. Além de artista, Soares é escritora e já atuou como vereadora, funcionária pública e professora.

## Biografia
Teresinha Soares iniciou sua formação artística em 1965 na Universidade Federal de Minas Gerais, onde estudou com Fayga Ostrower e José Reginaldo Lima. Mudou-se para o Rio de Janeiro em 1966, quando estudou com Ivan Serpa, Rubens Gerchman e Ana Maria Maiolino no Museu de Arte Moderna do Rio de Janeiro. Participou de diversas mostras coletivas, dentre elas, The World Goes Pop, em 2015, na Tate Modern em Londres. Em 2017, foi inaugurada sua primeira exposição individual no Museu de Arte de São Paulo.